# João Ribeiro (Filmproduzent)
João Ribeiro, mit vollem Namen João Carlos Alves de Vasconcelos Ribeiro (geboren am 29. August 1962 in Mocuba, Provinz Zambézia, Portugiesisch-Ostafrika), ist ein mosambikanischer Regisseur und Filmproduzent.

## Leben
João Ribeiro wurde als Sohn kapverdischer Eltern in Mocuba, einer kleinen Stadt in der Provinz Zambezia in Mosambik, geboren. Er wuchs in der Provinzhauptstadt Quelimane auf, wo er bis 1987 lebte.
Neben seiner Arbeit als Sportlehrer war Ribeiro auch Provinzdelegierter des Nationalen Filminstituts und leitete fünf über die Provinz verteilte Kinos. 1987 zog er in die Hauptstadt Maputo, wo er beim Filminstitut als Leiter des Filmarchivs und später Produktionskoordinator arbeitete, unter anderem der Wochenschau Kuxa Kanema. 1989 ging er nach Kuba, wo er an der Escuela Internacional de Cine y Televisión 1991 seinen Abschluss in Regie und Produktion machte.
Zurück in Mosambik arbeitete er für das Filmunternehmen Ebano der Filmemacher Azevedo und Pimenta. Ab 1992 führte er Regie bei den drei Kurzfilmen Fogata, O Olhar das Estrelas und Tatana, die alle auf Originalgeschichten des mosambikanischen Schriftstellers Mia Couto basieren. Während seiner Tätigkeit bei Ebano war er Mitgründer der Southern Africa Communication for Development (SACOD), eines regionalen Zusammenschlusses unabhängiger Produzenten.
Im Jahr 2000 gründete João Ribeiro die unabhängige Produktionsfirma Cool, wo er eine Reihe von Dokumentar- und Spielfilmen entwickelte und produzierte und mehrmals als ausführender Produzent für portugiesische Spielfilme fungierte. Von 2001 bis 2015 arbeitete Ribeiro bei verschiedenen mosambikanischen Fernsehsendern. Er war Produktionsleiter beim öffentlichen Sender Televisão de Moçambique (TVM), später Produktions- und technischer Direktor bei Soico TV (STV) und Generaldirektor des Senders Televisão Independente de Moçambique (TIM). Er gehört dem Vorstand von SOICO an, einer der größten Mediengruppen Mosambiks.
Sein bekanntestes filmisches Werk war der 2010 veröffentlichte Spielfilm O Último Voo do Flamingo (Der letzte Flug des Flamingos) nach der gleichnamigen Romanvorlage von Mia Couto. Er schrieb das Drehbuch gemeinsam mit dem portugiesischen Regisseur Gonçalo Galvão Teles. Die Uraufführung fand bei den Filmfestspielen von Cannes statt.
Ribeiro ist Mitgründer des Verbands mosambikanischer Filmschaffender AMOCINE.

## Filmografie
- 1992: Fogata
- 1997: O Olhar das Estrelas
- 2005: Entre Muros
- 2005: Tatana
- 2006: Mia Couto – O Desenhador de Palavras
- 2010: O Último Voo do Flamingo
- 2020: AvoDezanove e o Segredo Do Soviético